# Vergleichende Methode
Die Vergleichende Methode definiert sich als ein Verfahren zum systematischen Vergleich von Untersuchungseinheiten mit dem allgemeinen Ziel einer empirischen Generalisierbarkeit oder der Überprüfung bzw. Formulierung von Hypothesen.

Als besonderes Charakteristikum der politikwissenschaftlichen Disziplin befasst sich dieser Artikel im Folgenden nun eingehender mit den spezifischen methodischen Grundlagen des Vergleiches im Bereich der Soziologie und Politikwissenschaft. 

## Zweck des Vergleichs
Allgemein dient der Vergleich in sozial- und politikwissenschaftlichen Disziplinen:
- der formalen Beschreibung (Vergleich von Strukturen, Regierungssystemen etc.),
- der darauf aufbauenden Erklärung (von kausalen Zusammenhängen, Ursache-Wirkungs-Beziehungen im engeren Verständnis),
- einer auf der Analyse basierenden Prognose (zur Vorhersage möglicher Entwicklungen, etwa durch den historischen Vergleich), sowie
- der bewertenden Interpretation (speziell für normative Aussagen zum politischen System).

Die Gründe für einen systematischen Vergleich (etwa von politischen Systemen, Prozessstrukturen etc.) liegen darüber hinaus vor allem in der Darstellung von Unbekanntem und der Hervorhebung bestimmter Spezifika bzw. Anomalien. Obschon sie die wissenschaftliche Begrifflichkeit ad absurdum zu führen scheint, ist damit auch die sprichwörtliche „Unvergleichbarkeit von Äpfeln und Birnen“ entkräftet, da bereits deren bloße Gegenüberstellung eine auf konkrete Besonderheiten abzielende Vergleichende Methode repräsentiert.
Des Weiteren dient die Vergleichende Methode der systematischen Kategorisierung und der Typologisierung durch die konsequente Zusammenfassung von Merkmalen.
Im Wesentlichen werden hierbei folgende Typen unterschieden:
Im Klassifikatorischen Typus sind durch die Bildung trennscharfer Klassen alle Untersuchungseinheiten nach ihrem Unterscheidungsmerkmal in genau eine Gruppe einzuordnen. Bsp.: Einordnung unterschiedlicher Länder nach ihrem Parteiensystem.
Der Extremtypus gilt als der extremste komparative Differenztypus, welcher die begrifflichen Pole festlegt, zwischen die sich alle möglichen Phänomene in einer Art Reihe einordnen lassen. Bsp.: Aufstellung eines Parteienspektrums mit den entsprechenden extremen Rändern.
Der Idealtypus wiederum ist vollkommen konstruiert und empirisch nicht überprüfbar, da er in der Wirklichkeit so (noch) nicht vorkommt. Bsp.: Ideal einer sozialistischen Gesellschaft.

## Vorgehensweise
Nach John Stuart Mill (erstmals bereits 1843) unterscheidet man zwei grundsätzlich verschiedene Forschungsstrategien: Die Konkordanz- und die Differenzmethode. Bei der Konkordanzmethode sollen die betrachteten Variablen möglichst ähnlich sein, die verbleibenden Rahmenbedingungen jedoch völlig unterschiedlich. Gesucht wird also die Ursache für ein bestimmtes, unter völlig verschiedenen Rahmenbedingungen auftretendes Phänomen. Bei der Differenzmethode hingegen sind die operativen Variablen verschieden, der Kontext jedoch ähnlich. Es soll geklärt werden, warum ein bestimmtes Phänomen unter ähnlichen Rahmenbedingungen nicht auftritt.

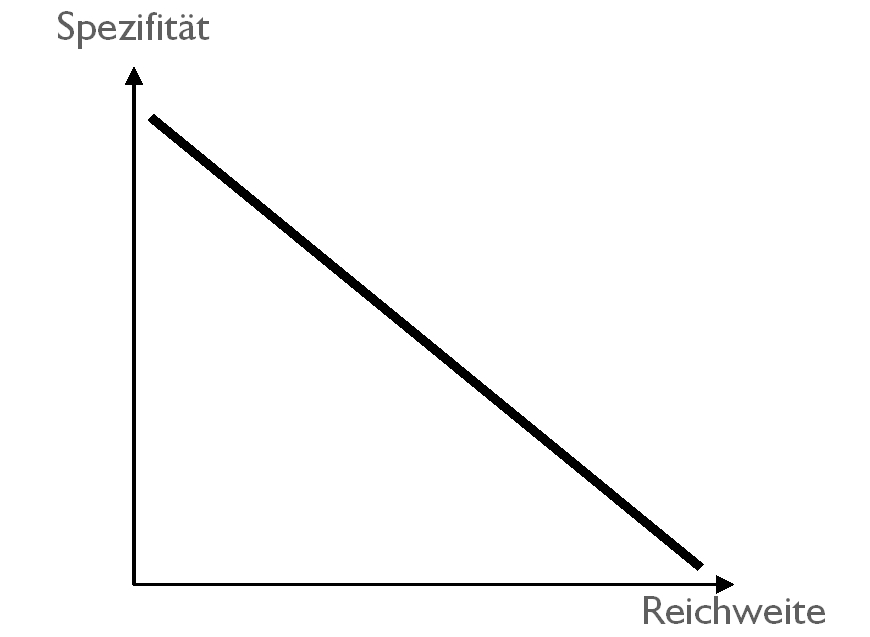
Abb. 1: Methodischer Trade-Off

Wie letztlich praktisch verglichen wird, hängt primär davon ab, was konkret herausgefunden, ergo welche Theorie entwickelt werden soll. Bei der Theoriebildung bewegt sich der methodische Trade-Off (s. Abb. 1) dabei stets in einer Art Spannungsverhältnis zwischen der Spezifität und der Reichweite eines möglichen aus der Untersuchung hervorgehenden Ergebnisses. Konkret bedeutet dies, dass eine mögliche Aussage entweder sehr weitreichend, jedoch nur wenig in die Tiefe gehend ausfällt oder aber sehr konkret und detailliert erscheint, allerdings nur auf sehr wenige Fälle anzuwenden ist. Beides gleichzeitig zu maximieren ist nicht möglich.
Es ist anzumerken, dass meist nur eine geringe Anzahl von Fällen (Ländervergleiche, Einzelfallstudien etc.) untersucht wird, die Wirklichkeit gezwungenermaßen auf ein messbares Niveau wesentlicher Variablen reduziert werden muss und nicht selten von quasi-experimentellen Bedingungen ausgegangen wird. Das rechtfertigt teilweise eine grundsätzliche Skepsis gegenüber den Ergebnissen des methodischen Vergleichs.

## Probleme
Neben dem methodischen Trade-Off seien an dieser Stelle noch zwei weitere generelle Schwierigkeiten im Umgang mit der im Vorangegangenen erläuterten Methode genannt.
Einerseits lässt sich die Vergleichende Methode in der Politikwissenschaft und anderen sozialwissenschaftlichen Disziplinen nur recht schwer verorten, da der Vergleich in gewisser Art und Weise in jeder politikwissenschaftlichen Methode stattfindet (so zum Beispiel auch bei der Einzelfallstudie bis hin zur umfassenden statistischen Erhebung). Dennoch hat Arend Lijphart in seiner Systematisierung den Vergleich drei weiteren sozialwissenschaftlichen Methoden gegenübergestellt: dem Experiment, der Fallstudie und der statistischen Methode.
Andererseits erscheint auch das methodische Vorgehen an sich zumindest problematisch, da oft nur wenige Fälle, jedoch unendlich viele Variablen existieren (etwa die Rahmenbedingungen eines Ländervergleichs), quasi-experimentelle Annahmen in der Soziologie praktisch nicht umzusetzen sind (etwa konstante laborähnliche Zustände) und multikausale Zusammenhänge oft auf einfache Ursache-Wirkungs-Prinzipien reduziert werden. Schlussendlich lassen sich teilweise gar widersprechende Hypothesen belegen, da es sich bei der Auswahl der zu vergleichenden Fälle stets um eine subjektive Entscheidung handelt.